# Uggelhuse
Uggelhuse is een plaats in de Deense regio Midden-Jutland, gemeente Randers, en telt 446 inwoners (2008).